# Lijst van gemeentelijke monumenten in Veendam (gemeente)
De gemeente Veendam kent 102 gemeentelijke monumenten, hieronder een overzicht.

## Ommelanderwijk
De plaats Ommelanderwijk kent 3 gemeentelijke monumenten:
| Object                    | Bouwjaar | Architect | Locatie            | Coördinaten                  | Nr.          | Afbeelding        |
| ------------------------- | -------- | --------- | ------------------ | ---------------------------- | ------------ | ----------------- |
|                           |          |           | Ommelanderwijk 197 | 53° 5' 19" NB, 6° 54' 22" OL | 0047/wikinr1 | Upload foto       |
| Nederlands hervormde kerk | 1845     |           | Kerkpad 5          | 53° 5' 33" NB, 6° 54' 28" OL | 0047/wikinr2 | Meer afbeeldingen |
| Pastorie                  |          |           | Kerkpad 7          | 53° 5' 34" NB, 6° 54' 30" OL | 0047/wikinr3 | Upload foto       |

## Borgercompagnie
De plaats Borgercompagnie kent 12 gemeentelijke monumenten:
| Object | Bouwjaar | Architect | Locatie             | Coördinaten                  | Nr.           | Afbeelding  |
| ------ | -------- | --------- | ------------------- | ---------------------------- | ------------- | ----------- |
|        |          |           | Borgercompagnie 80  | 53° 7' 33" NB, 6° 48' 43" OL | 0047/wikinr4  |             |
|        |          |           | Borgercompagnie 86  | 53° 7' 31" NB, 6° 48' 45" OL | 0047/wikinr5  |             |
|        |          |           | Borgercompagnie 142 | 53° 6' 53" NB, 6° 49' 13" OL | 0047/wikinr6  |             |
|        |          |           | Borgercompagnie 149 | 53° 6' 34" NB, 6° 49' 30" OL | 0047/wikinr7  |             |
|        |          |           | Borgercompagnie 216 | 53° 6' 16" NB, 6° 49' 39" OL | 0047/wikinr8  |             |
|        |          |           | Borgercompagnie 217 | 53° 6' 15" NB, 6° 49' 46" OL | 0047/wikinr9  |             |
|        |          |           | Borgercompagnie 220 | 53° 6' 9" NB, 6° 49' 44" OL  | 0047/wikinr10 |             |
|        |          |           | Borgercompagnie 232 | 53° 5' 58" NB, 6° 49' 53" OL | 0047/wikinr11 | Upload foto |
|        |          |           | Borgercompagnie 234 | 53° 5' 58" NB, 6° 49' 55" OL | 0047/wikinr12 | Upload foto |
|        |          |           | Borgercompagnie 243 | 53° 5' 41" NB, 6° 50' 6" OL  | 0047/wikinr13 | Upload foto |
|        |          |           | Borgercompagnie 245 | 53° 5' 36" NB, 6° 50' 6" OL  | 0047/wikinr14 | Upload foto |
|        |          |           | Borgercompagnie 246 | 53° 5' 42" NB, 6° 50' 3" OL  | 0047/wikinr15 | Upload foto |

## Veendam
De plaats Veendam kent 47 gemeentelijke monumenten, zie de lijst van gemeentelijke monumenten in Veendam (plaats)

## Wildervank
De plaats Wildervank kent 35 gemeentelijke monumenten, zie de lijst van gemeentelijke monumenten in Wildervank.

## Zuidwending
De plaats Zuidwending kent 7 gemeentelijke monumenten:
| Object | Bouwjaar | Architect | Locatie         | Coördinaten                  | Nr.            | Afbeelding  |
| ------ | -------- | --------- | --------------- | ---------------------------- | -------------- | ----------- |
|        |          |           | Zuidwending 14  | 53° 5' 45" NB, 6° 55' 13" OL | 0047/wikinr99  | Upload foto |
|        |          |           | Zuidwending 20  | 53° 5' 45" NB, 6° 55' 20" OL | 0047/wikinr100 | Upload foto |
|        |          |           | Zuidwending 48  | 53° 5' 45" NB, 6° 55' 49" OL | 0047/wikinr101 | Upload foto |
|        |          |           | Zuidwending 104 | 53° 5' 44" NB, 6° 56' 39" OL | 0047/wikinr102 | Upload foto |
|        |          |           | Zuidwending 189 | 53° 5' 42" NB, 6° 55' 59" OL | 0047/wikinr103 | Upload foto |
|        |          |           | Zuidwending 241 | 53° 5' 43" NB, 6° 56' 22" OL | 0047/wikinr104 | Upload foto |
|        |          |           | Zuidwending 281 | 53° 5' 42" NB, 6° 56' 42" OL | 0047/wikinr105 | Upload foto |

Eemsdelta ·
Groningen (binnenstad) ·
Groningen (buiten binnenstad) ·
Het Hogeland ·
Midden-Groningen ·
Oldambt ·
Pekela ·
Stadskanaal ·
Veendam ·
Westerkwartier